# Alberto Rosende
Alberto Rosende (* 14. Februar 1993 in South Florida, Florida) ist ein US-amerikanischer Schauspieler. 

## Leben und Karriere
Alberto Rosende wurde im Februar 1993 als Sohn von Cristina Ferrucho und Alberto Carlos Rosende in South Florida, Florida, geboren und wuchs dort auch auf. Er hat einen jüngeren Bruder namens Diego. Rosende ist kolumbianischer und kubanischer Abstammung. Er studierte an der New York University Tisch School of the Arts. Dort absolvierte er im Dezember 2014 frühzeitig seinen Bachelor of Fine Arts.
Nachdem Rosende in einigen Theaterstücken während seiner Schulzeit auftrat, gab er 2013 sein Schauspieldebüt in dem Kurzfilm The Swing of Things. Im Januar 2015 hatte er einen Gastauftritt in der Krimiserie Blue Bloods – Crime Scene New York.
Von 2016 bis 2019 verkörperte Rosende die Rolle des Simon Lewis in der Freeform-Fernsehserie Shadowhunters. Die Serie basiert auf der Romanreihe Chroniken der Unterwelt von Cassandra Clare.

## Filmografie (Auswahl)
- 2013 The Swing of Things
- 2015: Blue Bloods – Crime Scene New York (Blue Bloods, Fernsehserie, Episode 5x10)
- 2016: Law & Order: Special Victims Unit (Fernsehserie, Episode 17x10)
- 2016–2019: Shadowhunters (Fernsehserie, 55 Episoden)
- 2019–2024: Chicago Fire (Fernsehserie)
- 2019: Chicago P.D. (Fernsehserie, 1 Episode)
- 2022: Chicago Med (Fernsehserie, 1 Episode)